# Війна в Малаї
Війна в Малаї (англ. Malayan Emergency; малай. Darurat Tanah Melayu; кит.: 馬來亞紧急状态) — колоніальний збройний конфлікт між військами Британської Співдружності і воєнізованим крилом комуністичної партії Малаї в 1948—1960 роках.
Конфлікт почався 12 червня 1948 року і тривав понад дванадцять років. Війну розпочала Комуністична партія Малаї, яка намагалась вести боротьбу за незалежність і комуністичну революцію одночасно. У самій Британії, яка тільки три роки жила без війни, конфліктом не дуже цікавились, оскільки вважали його «далеким» і «провінційним». Малайська війна — один із найяскравіших прикладів партизанської війни, яка була виграна не повстанцями, а центральними представницькими органами, які зрештою домоглись незалежності Малайзії.

## Передісторія
З 1914 року Малая (південна частина півострова Малакка) перебувала під контролем Британії на правах протекторату. Під час Другої світової війни вона була окупована японською армією, але після закінчення війни в регіон повернулася влада Великої Британії. Уряд намагався використати виснажені ресурси повоєнної Малаї для відновлення власної економіки, що призвело до погіршення життя в колонії і збільшення кількості страйків, які влаштовували радикалізовані робітничі об'єднання.
Заснована ще в 1930 році Комуністична партія Малаї в роки війни розгорнула активну партизанську війну проти японців, що деякою мірою забезпечило подальшу популярність КПМ. На тлі загальної політизації Малаї, КПМ виступала під націоналістичними й антиколоніальними гаслами. Оскільки Велика Британія зробила акцент на підтримку аристократії, КПМ стала популярною серед нижчих верств населення. На протистояння в Малаї також впливала «холодна війна», яка розпочалась відразу по Другій світовій війні. У цій війні КПМ, яка входила до Комуністичного інтернаціоналу, цілковито поділяла позицію СРСР і країн соціалістичного табору. Це ще більше загострило протиріччя між британською адміністрацією і малайськими комуністами. Після успішних дій Комуністичної партії Китаю проти Гоміньдану у громадянській війні в Китаї, КПМ починає готуватись до збройного протистояння: будуються фортифікаційні споруди, схованки для зброї у джунглях, майбутніх бійців переводять з міст у сільську місцевість.
У травні—червні 1948 року ситуація почала загострюватись. Сторони вдавалися до агресивних дій: британці розганяли страйки силою, арештовували і висилали з країни членів КПМ; комуністи продовжували підготовку до майбутньої війни, деякі з них нападали на плантації та розграбовували їх, китайців-прихильників Гоміньдану жорстоко били та калічили. В кінці травня уряд заарештував кілька десятків робітників сінгапурської фабрики каучуку, 1 червня поліція розстріляла страйкуючих робітників на китайській каучуковій плантації поблизу Сегамату в штаті (султанаті) Джохор. Сімох людей було вбито, десятьох поранено. Асоціація плантаторів закликала ввести надзвичайний стан в регіоні; плантатори Джохора об'єднались у «загони самооборони».

## Сили сторін
Комуністичні сили Малаї
- Антияпонська армія народів Малаї[en]: ~13 000 партизанів. Командувач — Лао Лін;
- Комуністична партія Малаї: ~150 000 нерегулярних військ. Командувач — Чін Пен.

Разом: ~165 тис. солдатів
 Велика Британія
- Армія Великої Британії: 250 000 солдатів. Командувач — Гарольд Бріггс; Джеральд Темплер;
- Спеціальні констеблі: 37 000 солдатів. Командувач — Генрі Гарней†; Джеральд Темплер; Абдул Рахман
- Малайська поліція: 24 000 солдатів. Командувач — Генрі Гарней†; Джеральд Темплер; Абдул Рахман.

Разом: 311 тис. солдатів
 Сили Британської співдружності
- Австралія. Командувач — Генрі Уеллс;
- Нова Зеландія. Командувач — Сідні Голланд;
- Фіджі
- Південна Родезія (до 1953)
- Федерація Родезії та Ньясаленду (після 1953)

Разом: ~40 тис. солдатів

## Початок війни
12 червня (за іншими даними, 16 червня) 1948 року озброєні комуністи напали на каучукові плантації поблизу містечка Сунгей-Сипут (штат Перак) і вбили трьох європейських плантаторів. 18 червня британський уряд запровадив надзвичайний стан у всій Малайській Федерації, який передбачав такі пункти:
- поліція мала право арештовувати «підозрілих людей» і тримати їх у в'язниці протягом року без висунення їм звинувачення (чітких критеріїв для визначення «підозрілих людей» не існувало);
- поліція мала право заходити в помешкання й обшукувати їх без ордера;
- поліція мала право конфісковувати засоби пересування у населення;
- за несанкціоноване володіння зброєю, боєприпасами і вибухівкою передбачалася смертна кара;
- армія повинна була допомагати і сприяти поліції;
- всі відпустки військовослужбовців і співробітників поліції були скасовані;
- європейські плантатори забезпечувались вогнепальною зброєю.

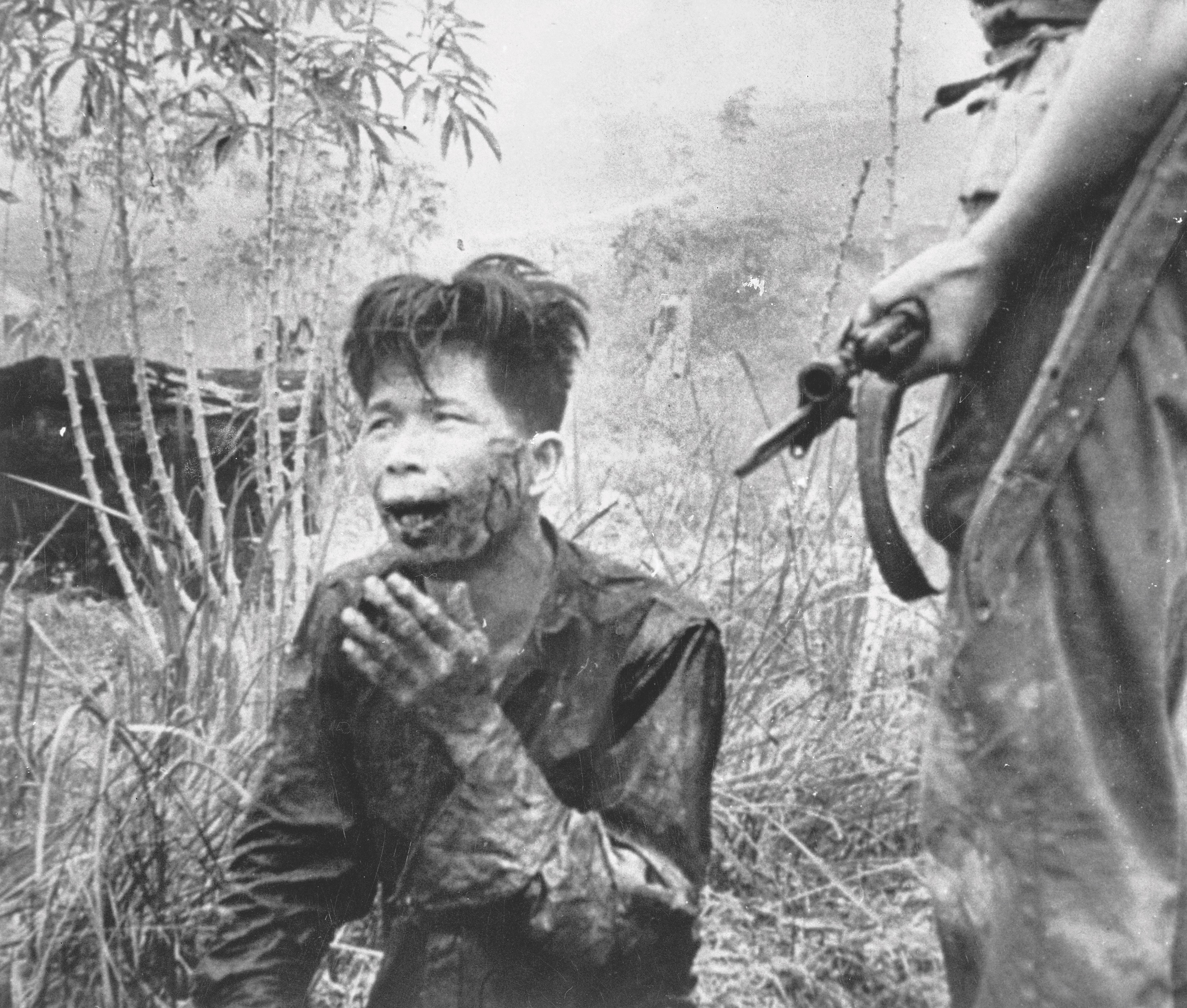
Допит пораненого партизана. Січень 1952 року.

24 червня надзвичайний стан поширився на Сінгапур, а 23 липня була заборонена діяльність Комуністичної партії Малаї, Асоціації ветеранів, Новодемократичної ліги молоді і Всемалайської федерації профспілок.

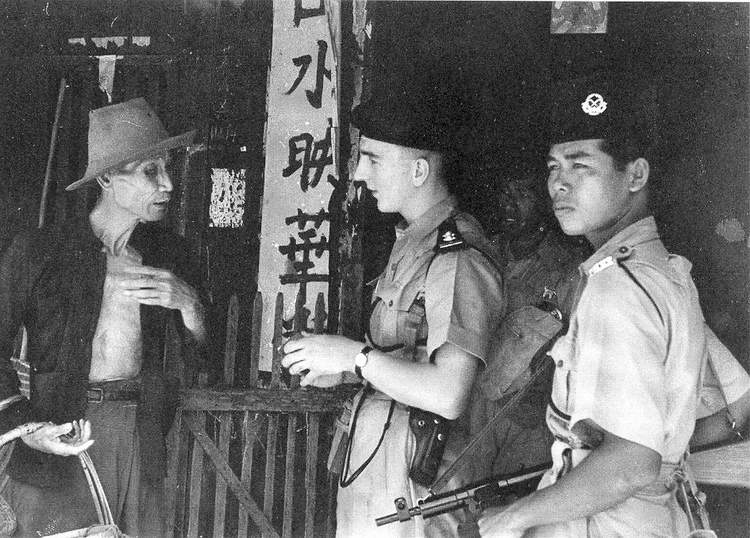
Поліцейські офіцери ставлять питання місцевому жителю. Квітень 1949 року.

Спочатку партизанським загонам протистояло близько 10 тисяч полісменів, вісім британських і три малайські піхотні батальйони, авіаполк та артилерійська частина, яка базувалась в Сінгапурі. Досвіду боротьби з партизанами у них не було, розвідувальна служба була відсутня — удари завдавались наосліп. Також урядові війська зустріли недоброзичливість з боку китайського населення, яке масово підтримувало партизанів.
Комуністи Малаї, судячи з їхніх дій, застосовували методи саботажу, характерні для китайських партизанів: першочерговою метою було розхитування економічного потенціалу наміченої території. Це досягалося шляхом грабунку шахт, ферм, плантацій, фабрик тощо. Наступним кроком було утворення так званих «вільних зон», а потім уже мав іти початок «всенародного повстання» під проводом визвольної армії і об'єднання «вільних зон». Перший крок партизанів був вдалим: здебільшого вони мали досвід боротьби проти японців, тому й могли провадити досить ефективні дії. Зокрема, у 1948—1949 роках було вбито майже десяту частину всіх плантаторів. Проте з другою частиною плану були проблеми. Хоча партизанів було достатньо багато (від 5 тисяч в 1949 р. до 8 тисяч на початку 1950-х років), проте вони не мали масової підтримки в народі і не могли нічого протиставити новітній зброї урядових військ і поліції. Перед війною КПМ сподівалася на підтримку китайських комуністів, але з початком воєнних дій КПК заявила про невтручання в «малайські справи».

## Етнічний склад комуністичних сил
Підтримка Антияпонської армії народів Малаї і Комуністичної партії Малаї базувалась приблизно на 500 тисячах з 3,1 млн етнічних китайців, які тоді проживали в Малаї. Ці 500 тисяч були так званими сквотерами, які, в основному, займались фермерством на територіях, які межували з джунглями — місцем дислокації комуністів-партизанів. Це дозволяло АЯАНМ і КПМ забезпечувати себе необхідним продовольством, а також забезпечувало джерело нових рекрутів. Власне малайці набагато менше підтримували комуністів. Підтримка серед китайського населення була вищою передусім тому, що воно було позбавлено рівного права голосу на виборах, не мало права на землю і було, як правило, дуже бідне. Оскільки комуністичний рух, в основному, складався з етнічних китайців (партизанська «армія» складалась з 10 полків, 9 з яких були повністю китайські за етнічним складом, а десятий був скомпонований з багатьох національностей) серед малайського населення він не користувався популярністю.

## Період з 1949—1952рр

### Структура КПМ
На початку 1949 року стало ясно, що КПМ не зможе підняти всенародне повстання через брак підтримки, але й уряд не міг зломити ті декілька тисяч партизан, які добре переховувались у джунглях і завдавали частих і болючих ударів на різних ділянках «фронту» (який проходив по кордону джунглів). Тільки в 1949 році сформувалась структура повстанського руху. Керівництво належало Центральному комітету, а точніше Політбюро ЦК КПМ, генеральним секретарем якого був Чін Пен. Центральному комітету підпорядковувались три регіональні відділи: Північний, Центральний і Південний. Нижче в ієрархічній структурі розташовувались комітети султанатів, районів, місцеві комітети і партійні відділки. В лютому 1949 року з партизанських загонів було сформовано Визвольну армію народів Малаї (ВАНМ), яка підпорядковувалась Центральному військовому комітету, а той в свою чергу ЦК КПМ. Теоретично, в кожному штаті (султанаті) дислокувалась військова одиниця, яка називалась «полк» (від 400 до 700 бійців), а в районах — роти чи взводи. Зазвичай полк очолював комісар, чи один з членів партійного комітету.

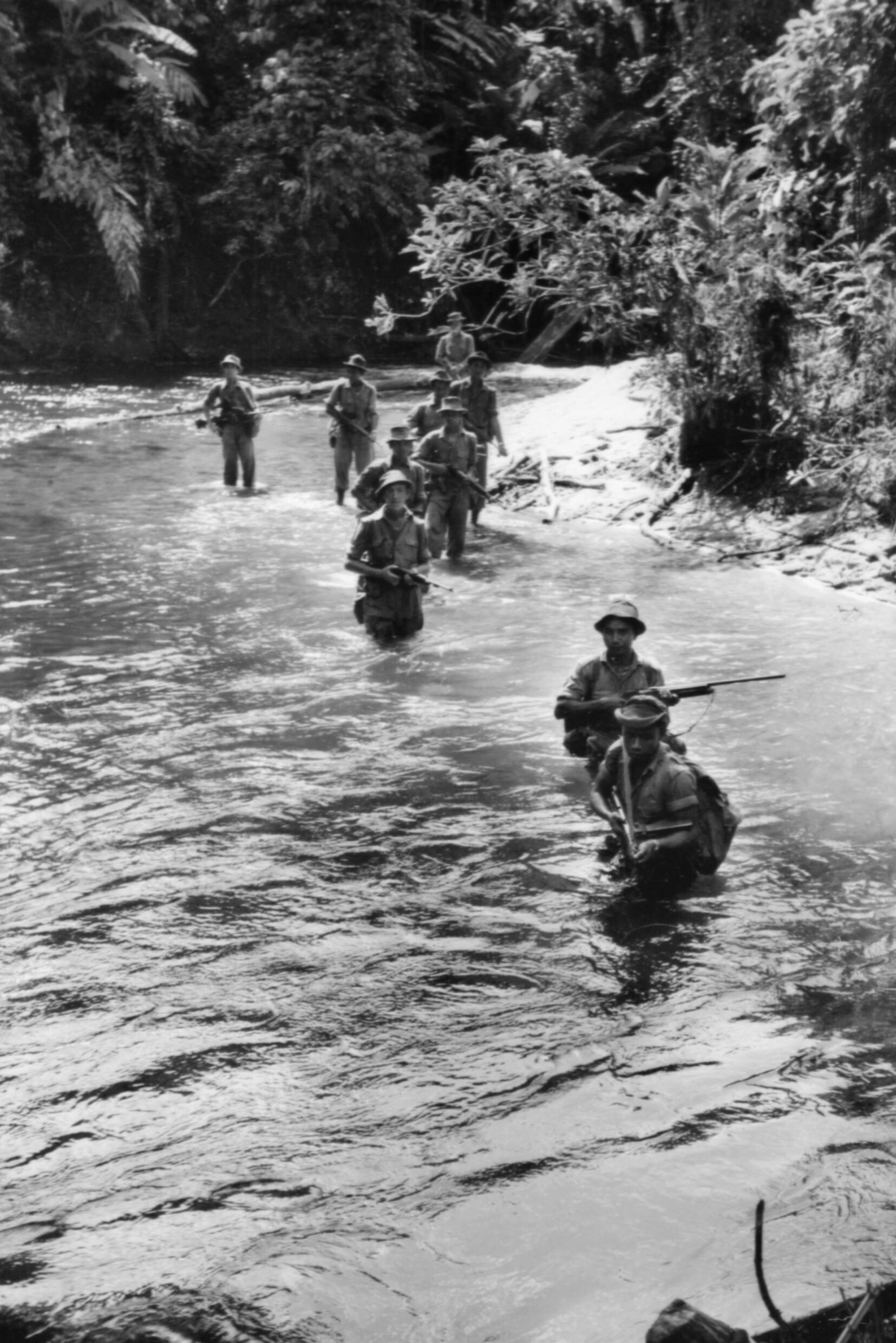
Малайська поліція під час патрулювання

Проте де-факто склалася зовсім інша ситуація. Були часті випадки втрати зв'язку між центральним штабом і окремими партизанськими загонами, партизани все менше діяли великими організованими загонами: зазвичай вони розбивались на невеликі групи, які не могли завдати супротивнику помітної шкоди. Масштабні операції стали повністю неможливі. Все змінилось тільки під кінець 1949 року, коли ВАНМ діяла найактивніше: система доповнилась постійними таборами у джунглях, дисципліна стала більш суворою — тоді дана система діяла достатньо ефективно для успішних бойових дій проти уряду (проте, цей період тривав відносно недовго).

### Мінь Юнь
Головною опорою ВАНМ була організація Мінь Юнь, яка сформувалась ще в часи японської окупації й об'єднувала китайське населення, яке співчувало або вимушене було співчувати партизанам. Основу організації становили сквотери, більшість з яких мали досвід ведення бойових дій. Члени Мінь Юнь забезпечували партизанів продовольством, грошима, інформацією.
На початку 1950 року США надавали підтримку британським військам зброєю, спорядженням, субсидіями, адже уряд США був зацікавлений у Малаї, як в стратегічному плацдармі в Південно-Східній Азії, через який можна було протидіяти комуністичній експансії Радянського Союзу, яка почала набирати оберти. Саме тоді почалась війна в Кореї, після чого зацікавленість Малаєю у США тільки збільшилась.

### Кульмінація конфлікту
В квітні 1950 року було проведене засідання парламенту, яке виявило неможливим покінчити з партизанською війною тільки військовими методами. Тому британський уряд призначив 55-річного генерал-лейтенанта у відставці Гарольда Бріггса «командувачем операцією», доручивши йому «планувати, координувати і керувати антибандитськими операціями поліції і збройних сил». Верховний комісар Генрі Гарней повинен був займатись справами, які відносяться до сфери громадянського управління. Першочерговим завданням в «Плані Бріггса» було розселення сквотерів (в основному, під примусом) у так звані «нові села», які обносились колючим дротом і охоронялись поліцією. Британська адміністрація ввела жорсткі обмеження на ввезення продовольчих товарів: їх завозили в обмежених кількостях, потреби сімей контролювались, щоб не допустити постачання їжі партизанам.
Поступово «нові села» облаштовувались: будувались нові дороги, осушувались болота, проводилась вода та електрика, відкривались школи. Колишні сквотери були зайняті на каучукових плантаціях (попит на каучук стрімко зріс після початку Корейської війни). До 1953 року було створено близько 400 «нових сіл», було розселено понад 400 тисяч сквотерів. Розселення завдало значного удару партизанському руху і підірвало базу Мінь Юнь.
Після введення вищезазначених заходів партизани почали масово відходити в джунглі, вони не мали достатньої кількості продовольства і тому почали займатись сільським господарством, вирубувати ділянки лісу під городи і поля. Така діяльність негативно позначилась на ефективності ведення бойових дій і на моральному дусі партизанської армії. В цей час особливо активно почала діяти британська авіація, яка спалювала цілі ділянки джунглів напалмом при найменшій ознаці перебування там партизанів.
До кінця 1951 року керівництво КПМ зіштовхнулось з серйозними проблемами:
- Не вдалося створити «вільні зони»;
- Не вдалося заручитися підтримкою народу;
- Виникла місцева китайська опозиція;
- Партизани були відрізані від населених пунктів;
- Британський уряд проводив доволі успішні бойові дії;
- Виявились суперечності в самому керівництві КПМ.[20]

В жовтні 1951 року Політбюро ЦК КПМ видало ряд директив, які обмежували насильницькі дії партизанів: заборонялось нападати на мирних громадян, «нові села», карети швидкої допомоги, пошти, джерела води, заборонялись вибухи в людних місцях, підпали релігійних закладів тощо. Проте ці директиви суттєво не вплинули на практичні дії КПМ, адже її частини були розпорошені по всій Малаї і між ними не було постійного зв'язку. Доказом цього може слугувати напад, який мав місце вранці в суботу 7 жовтня 1951 року, через тиждень після прийняття директив. Напад був скоєний на Верховного комісара Генрі Гарнея, який разом зі своєю сім'єю їхав на заміську віллу на вихідні. Генрі Гарней був вбитий, його дружина і найближче оточення не постраждали.
Після цього інциденту з Лондона прибув новий Верховний комісар — сер Джеральд Темплер, з ім'ям якого пов'язана нова політика стосовно населення Малаї.

## «Ера Темплера» (1952—1954)

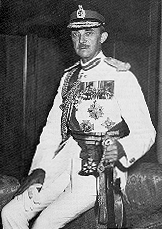
Сер Джеральд Темплер (Темплер Малайський)

В січні 1952 року Верховним комісаром Федерації став Джеральд Темплер. Британська адміністрація надала подвійних повноважень новому комісару: він контролював як громадське життя, так і збройні сили. З Темплером було пов'язано не тільки посилення боротьби з партизанами, але й проведення нової політики серед населення, яка передбачала врахування місцевої культури, традицій, звичаїв, зрівняння в економічних і громадянських правах всіх етнічних груп Малаї (що залишило КПМ без основного пропагандистського «козиря»), також всім партизанам, які здавались добровільно, гарантувалась повна амністія. Цю політику сам Темплер називав політикою завоювання «сердець і розумів» (hearts & minds).
Джеральд Темплер почав жорстко й енергійно виконувати поставлені політичні й військові задачі. Терор і репресії за його часів набули продуманого і повчального характеру. Так, в березні 1952 року відбулося показове колективне покарання жителів міста Танджонг-Малім, цей «досвід» генерал широко використовував по всій країні.
Після нападу в березні 1952 року на ремонтну (ремонт водопроводу) бригаду і поліцейських в Танджонг-Малім приїжджає Темплер. Він заявив про введення надзвичайних заходів: ніхто не міг залишити місто, було заборонено виходити з дому 22 з 24 годин, магазини працювали тільки 2 години на добу, школи закривались, добова норма рису скорочувалась в два рази. Потім Темплер вжив новий метод отримання інформації, який потім застосовувався і в інших населених пунктах: солдати і поліцейські обходили будинки і залишали лист паперу, на якому жителям пропонувалось анонімно написати імена тих, кого вони вважали комуністами або прихильниками комуністів, самим Темплером давалась гарантія, що прочитати ці «листи» зможе тільки він особисто. Солдати повертались через 24 години і забирали доноси, які складали в закриті ящики. Представники міста чи селища супроводжували ящики до Куала-Лумпура, де генерал публічно розпаковував їх і починав досліджувати. В Танджонг-Малімі за такими доносами поліцією було арештовано 40 китайців, які були відправлені в концтабори. Танджонг-Малім був обнесений колючим дротом, по периметру будувались вежі, на яких встановлювались потужні прожектори і кулемети.
Колективні покарання стали звичайною практикою в «Еру Темплера», як іноді називають період з 1952 по 1954 рік деякі історіографи. Британці посилили військові і пропагандистські дії. Були чітко розмежовані функції армії і поліції, активно використовувалась авіація для аерофотозйомки джунглів (для пошуку партизанських таборів), для скидання пропагандистських листівок; почали споруджувати фортифікаційні споруди в глибині тропічних лісів (вони служили опорними пунктами при роботі з аборигенами, які зрештою стали на бік британської адміністрації). Головні зусилля були спрямовані на «нові села»: розселення сквотерів проходило більш продумано і менш жорстоко, «нові села» все більше облаштовувались (відкривались школи, лікарні тощо), також проводились вибори в сільську раду.
Темплер виїхав з Малаї в 1954 році, залишивши своєму наступнику відносно спокійну країну. Позначилась загальна втома населення, нерівність сил, неможливість отримання допомоги з Китаю, система заходів, вжитих британською адміністрацією (переселення сквотерів, безперервне патрулювання, бомбардування партизанських таборів, випалювання напалмом ділянок джунглів, де вирощувались продовольчі культури, відхід аборигенів від партизанів, контроль над «новими селами», жорстке врегулювання пересування і постачання продовольства, терор і залякування в поєднанні з заохоченням доносів, служби поліції і сільської жандармерії тощо), а також політичні кроки на зустріч багатонаціональній еліті суспільства, передусім малайській. У вересні 1953 року вперше з'явилась «біла зона», де були скасовані надзвичайні заходи. В подальші роки «білі зони» охопили більше половини території Федерації.
У кінці 1953 року Політбюро ЦК КПМ ухвалило рішення перевести основні бази на територію Таїланду: на кордоні з Пераком і поблизу від кордону з Перлісом. У цих районах розташовувались китайські поселення, малайське населення було в опозиції до Бангкока, а місцеве керівництво, яке втомилось від безчинств гоміньданівських банд, що з'явились у Південному Таїланді після розгрому Чан Кайші в 1949 році, були навіть раді діям загонів ВАНМ, які навели порядок на прикордонній території. Це призвело до ослаблення зв'язків центру з загонами на території Федерації і призвело до розрізненості в умовах, коли різко скоротилась кількість бійців ВАНМ, приток нових до якої помітно зменшувався: якщо в 1951 році в її рядах, за британськими даними, було близько 8 тисяч, то на 1956 рік нараховувалось всього 2,5 тисяч.

## Розв'язка конфлікту

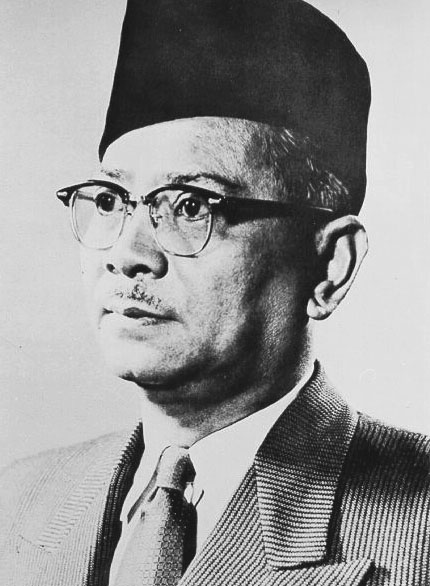
Абдул Рахман

Партизанський рух тісно переплівся з політичними змінами в самій Федерації і значно вплинув на отримання незалежності. Очолювана Компартією боротьба, яку, попри величезну перевагу в силі, британці не змогли придушити, посилення економічної і політичної активності в країні, наростання в міжнародному масштабі національно-визвольного руху — всі ці причини змусили колонізаторів змінити свої початкові плани, які передбачали повне збереження колоніального порядку в Малаї. З одного боку, британці все більше загравали з правоцентристськими партіями, ідучи на подальші поступки для того, щоб заручитися їх підтримкою в боротьбі з комуністами і зберегти свої позиції в країні. З іншого боку, заможні верстви населення різних національностей прагнули використати труднощі британської адміністрації і їх страх перед визвольною боротьбою народних мас, добиваючись отримання широких політичних і економічних прав. В цілях як консолідації своїх сил для отримання поступок від колонізаторів, так і для боротьби з лівим крилом національно-визвольного руху, політичні партії місцевої буржуазії і феодалів об'єднались, створивши коаліцію Об'єднаної малайської національної організації (ОМНО) і Китайської асоціації Малаї (КАМ), до якої приєдналась місцева індійська партія — Індійський конгрес Малаї (ІКМ). Приєднання ІКМ до коаліції, яка отримала назву Альянсу, означало остаточне оформлення нової політичної сили, яка складалась із малайської верхівки, чиновництва і буржуазії (переважно великої і середньої) китайського й індійського походження. Після виборів 1955 року, які дали Альянсу більшість в Законодавчій раді Малайської Федерації, почались британо-малайські перемовини про надання незалежності.

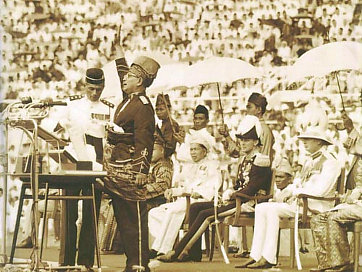
Тунку Абдул Рахман оголошує про незалежність Малайзії, 1957 рік

Уряд ОМНО (і Альянсу) Абдул Рахмана зробив крок, який додав йому популярності: він пішов на перемовини з Компартією. До середини 50-х позиція КПМ змінилась: надії на перемогу в партизанській війні зникли і почалась епоха спаду міжнародної напруженості. 1 травня 1955 року керівники КПМ висловили готовність вступити в перемовини, запропонувавши «скликати конференцію різних партій і організацій» для того, щоб знайти шляхи «повернення до нормальної ситуації». І хоча британська сторона відхилила цю пропозицію, 4 липня 1955 року КПМ її повторила. Після виборів 1955 року Абдул Рахман, який перетворився на загальнонаціонального лідера, наполіг на початку переговорів з КПМ. 9 вересня 1955 року його уряд оголосив амністію учасникам партизанського руху, які виявили бажання здатися. Хоча практичних результатів це не мало (здалось всього декілька людей), КПМ у відповідь на ініціативу Альянсу запропонувала в кінці вересня почати перемовини про припинення війни.
28—29 грудня 1955 року в гірському селі Балінг, неподалік від малайсько-таїландського кордону головний міністр Малайської Федерації Тунку Абдул Рахман, головний міністр Сінгапуру Девід Маршалл і голова Китайської асоціації Малаї Тань Чен Лок зустрілись з делегацією КПМ і ВАНМ, яка очолювалась генеральним секретарем КПМ Чін Пеном. До цього часу партизанський рух і КПМ перебували в важкому стані. Компартія втратила зв'язок з пролетаріатом, а після переселення сквотерів — підтримку в селі. КПМ, що була за національним складом в основному китайською, не змогла завоювати серйозних позицій серед малайського селянства. Поява легальних лівих партій і програма Альянсу, яка передбачала отримання незалежності, вплинула також на тих, хто раніше співчував комуністам. Позначилась також загальна втома партизан і величезна військова перевага британської армії, яка мала краще озброєння і техніку. В результаті до моменту перемовин в Балінзі партизанський рух обмежувався північними районами країни, які були густо покриті джунглями і розташовувалися далеко від основних населених пунктів.
Переговори в Балінзі закінчились провалом: лідери Малаї і Сінгапуру погоджувались тільки на амністію, в той час КПМ хотіла легалізації партії і дозволу вести політичну діяльність. Лідери Альянсу використовували перемови в Балінзі для підсилення антикомуністичної пропаганди, представляючи Компартію перешкодою на шляху до незалежності. В березні 1956 року Абдул Рахман публічно звернувся до Чін Пена з закликом скласти зброю. Одночасно були запропоновані нові умови здачі партизан: вони могли безперешкодно виїхати в Китай, без подальшого розслідування їхньої колишньої діяльності.
В березні 1957 року КПМ зробила ще одну спробу закінчити війну, запропонувавши як умову можливість для членів КПМ вести нормальне життя, брати участь у виборах і мати змогу бути вибраними в законодавчі органи, а також гарантію, що партизани, які вийдуть з джунглів не будуть піддаватись політичним репресіям. Хоча ці умови не передбачували визнання Компартії як легальної організації, Абдул Рахман відмовився їх обговорювати, заявивши, що боротьба може бути припинена тільки на умовах, які були ним висунуті в Балінзі. На наступний день після проголошення незалежності Малайської Федерації, 1 вересня 1957 року керівництво КПМ висунуло нові пропозиції, які мали, на його думку, покласти кінець воєнним діям. У відповідь уряд Федерації висунув «нові і останні умови здачі партизан», які отримали назву «амністія Незалежності». Згідно з цими умовами партизани, які здалися, могли поїхати до Китаю разом зі своїми сім'ями без розслідування їхньої колишньої діяльності. Багато членів КПМ, включаючи місцевих керівників партизанського руху, почали здаватися уряду. До кінця 1958 року сили КПМ і ВАНМ були сильно підірвані. Продовжували існування декілька таборів, які були розташовані в глибоких джунглях біля кордону з Таїландом, чисельність бійців не перевищувала 350 осіб. На пленумі ЦК КПМ було ухвалено рішення припинити збройну боротьбу, розосередитись на малі групи і відійти на територію Таїланду чи Індонезії, було дозволено літнім, хворим та сімейним партизанам здатися в полон і повернутися до мирного життя.
31 липня 1960 року уряд Малаї оголосив про припинення надзвичайного стану в країні. Ця війна принесла смерть в багато осель (загинуло 2473 цивільні особи, 810 — зникли безвісти), породила атмосферу насилля, беззаконня, і вседозволеності, загострила етнічну неприязнь між китайцями і малайцями, яка відчувалась ще багато років після офіційного закінчення конфлікту.

## Участь країн Британської співдружності

### Австралія

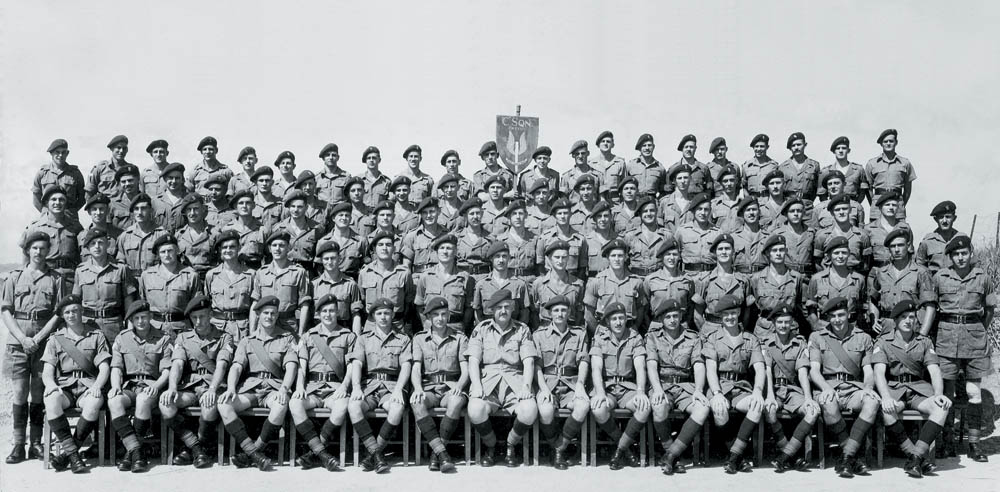
Ескадрон «C» в Малаї, 1953 рік

Австралія була готова направити війська для допомоги своєму союзнику по СЕАТО — Великій Британії, тому перші австралійські наземні війська (Другий батальйон Австралійського Королівського полку) прибули в Малаю вже в 1955 році. Потім цей підрозділ був замінений Третім батальйоном Австралійського Королівського полку, який в свою чергу був замінений Першим батальйоном Австралійського Королівського полку. Королівські ВПС Австралії почали діяти над Сінгапуром ще на початку конфлікту. Повітряну підтримку союзницьких військ складали ескадрилья № 1 (бомбардувальники Avro Lincoln) і ескадрилья № 38 (транспортники Douglas C-47 Skytrain). У 1955 році повітряні сили Австралії продовжували службу на аеродромі військової бази Баттерворт, звідки злітали літаки CAC Sabre Другої ескадрильї (яка прийшла на зміну Першій) Королівських ВПС. Кораблі військово-морських сил Австралії Warramunga, Arunta приєднались до патрулювання малайських вод в червні 1955 року. Між 1956 і 1960 роками до операції приєдналися кораблі Melbourne, Sydney, Anzac, Quadrant, Queenborough, Quiberon, Quickmatch, Tobruk, Vampire, Vendetta і Voyager. Деякі з кораблів обстрілювали позиції комуністів у штаті Джохор.

### Південна Родезія і Фіджі
Південна Родезія і її наступниця — Федерація Родезії і Ньясаленду, відправили в Малаю два військові з'єднання. Між 1951 і 1953 рр. білі південні родезійські добровольці утворюють Ескадрон «C» — спеціальну повітряну службу. Родезійські «Африканські гвинтівки»: переважно темношкірі солдати і прапорщики, на чолі з білими офіцерами, служили в Джохорі протягом 1956-1958 років.
Протягом 1952—1956 років близько 1600 солдатів Армії Фіджі несли військову службу в Малаї. Першими в район конфлікту прибули бійці 1-го батальйону Піхотного полку Фіджі. Загалом за час конфлікту загинуло 25 солдатів фіджійської армії.

## Військові злочини
Військові злочини були визначені Нюрнберзьким процесом як «порушення законів або звичаїв війни», яка включає в себе масові вбивства, вибухи цивільних об'єктів, тероризм, тортури і вбивства в'язнів і військовополонених. Додаткові загальні злочини включають в себе крадіжку, підпал і знищення майна, яке не виправдовується військовою необхідністю.
Під час малайського конфлікту були зафіксовані випадки, коли затримані британськими військовими місцеві жителі зазнавали катувань, через підозри у співробітництві з комуністами. Також були неодноразові випадки побиття китайського населення, коли воно відмовлялося (з незнання чи небажання) давати показання про місце перебування партизан. Мали місце факти виставляння тіл бойовиків в людних місцях. Також британські військові мінували джунглі, спалювали села і поля комуністів-партизанів; деякі цивільні та ув'язнені були розстріляні за відмову співпрацювати. Ця тактика створила напружені відносини між цивільним населенням і британським військовим контингентом.
У рамках «плану Бріггса», розробленого британським генералом сером Гарольдом Бріггсом, приблизно 500 000 чоловік в кінцевому підсумку були переселені з місць постійного проживання в такі звані «нові села». Десятки тисяч будинків було зруйновано, сотні сіл було покинуто. Метою цього заходу було впровадження «колективного покарання» за зв'язки з комуністами і бойовиками. Деякі з цих справ, пов'язаних з широкомасштабним руйнуванням, виходять за рамки виправдання військової необхідності. Ця практика була заборонена Женевською конвенцією, в пунктах якої говориться про заборону знищення майна, якщо це не є абсолютно необхідним кроком для проведення військової операції.

## Результати
Безперечно основним результатом Малайської війни стало надання Британією в 1957 році незалежності Малаї (з 1963 року — Малайзія), хоча надзвичайний стан в цьому регіоні був скасований лише в 1960 році. Завдяки національному уряду на чолі з Абдул Рахманом, який перебрав владу в Малайзії після отримання незалежності, Радянський Союз не зміг поширити на Південний Схід свою доктрину «світової комуністичної революції», а в Азії з'явилась нова демократична держава. У 1959 статус автономії було надано Сінгапуру. 16 вересня 1963 року була утворена Малайзія, до її складу у 1963—1965 входив і Сінгапур з умовами збереження автономії в деяких політичних питаннях.
Малайська «надзвичайна ситуація» була одним з найяскравіших прикладів того, як партизанську війну виграли не повстанці, а центральні органи влади, які були утворені в процесі. Загалом, бойові дії проти партизан, які велись британською адміністрацією, були визнані дієвими: бойові дії проводились на рівні невеликих ефективних загонів, які методично зачищали джунглі, за допомогою авіації знищувались партизанські табори. Хоча офіційно війна тривала протягом 12 років, але уже на початок 1950-х років у джунглях залишались лише розрізнені загони повстанців. Уроки цієї війни активно вивчались у військових школах на Заході.
Партизанські бази КПМ продовжували існувати на території Південного Таїланду до кінця 1989 року. КПМ була значно ослаблена в період «культурної революції» в Китаї, під час якої проводились «полювання» в партизанських таборах. 2 грудня 1989 року була підписана домовленість про припинення військових дій між КПМ і урядами Малайзії і Таїланду, а на початку 1992 року КПМ оголосила про саморозпуск.